# Панайотис Гардикас
Панайотис Гардикас (на гръцки: Παναγιώτης Γαρδίκας) е гръцки военен и революционер, деец на Гръцката въоръжена пропаганда в Македония от началото на XX век.

## Биография
Панайотис Гардикас е роден в 1875 година в пелопонеското Лангадия. Включва се в гръцката пропаганда в Македония като агент от първи ред. Влиза в армията и достига офицерски чин. Командва 7 критски полк в битката при Яребична по време на Първата световна война. В Гръцко-турската война командва 9 дивизия. Гардикас умира в 1969 година в Атина.